# Стары-Гродкув
Стары-Гродкув (пол. Stary Grodków) — остановочный пункт в селе Стары-Гродкув в гмине Скорошице, в Опольском воеводстве Польши. Имеет 1 платформу и 1 путь.
Остановочный пункт на железнодорожной линии Ныса — Гродкув-Слёнски — Бжег построен  в 1847 году, когда эта территория была в составе Королевства Пруссия.
Нынешнее название с 1947 года.